# 山地雀麦
山地雀麦（学名：Bromus marginatus）为禾本科雀麦属下的一个种。

## 扩展阅读
- 維基物種上的相關：山地雀麦